# Van Helsing (série télévisée)
Pour les articles homonymes, voir Van Helsing.
Van Helsing est une série télévisée américaine en 65 épisodes de 42 minutes développée par Neil LaBute d'après le personnage créé par l'écrivain Bram Stoker et la série de comics Helsing de l'éditeur Zenescope Entertainment, diffusée entre le 23 septembre 2016 et le 9 juillet 2021 sur Syfy.
Dans tous les pays francophones, la série est diffusée depuis le 17 décembre 2016 en version originale et en version française sur Netflix.

## Synopsis
Trois ans après leur avènement, les vampires dominent le monde. Vanessa Helsing, arrière-arrière-petite-fille du chasseur Abraham Van Helsing, est réveillée d'un long coma pour diriger un groupe de survivants humains dans leur lutte contre les vampires.

## Distribution
- Kelly Overton (VF : Sophie Planet) : Vanessa Van Helsing[3]
- Jonathan Scarfe (VF : Jérôme Keen) : Axel Miller
- Christopher Heyerdahl : Sam (saisons 1 à 4)
- David Cubitt (VF : Yann Pichon) : John
- Vincent Gale : Viscère
- Rukiya Bernard (en) (VF : Maïk Darah) : Sarah / Doc
- Trezzo Mahoro (VF : Vincent de Bouard) : Mohamad (saisons 1 à 3)
- Tim Guinee (VF : Jean-Pierre Leblan) : Ted
- Laura Mennell (VF : Nathalie Bienaimé) : Rebecca (saison 1)
- Paul Johansson (VF : Jean-Pierre Leblan) : Dmitri (saison 1 - invité saison 2)
- Aleks Paunovic (en) : Julius[4]
- Hilary Jardine (VF : Pascale Chemin) : Susan (saison 1 - invitée saisons 2 et 3)
- Naika Toussaint : Sheema
- Duncan Ollerenshaw : Dr Sholomenko
- Rowland Pidlubny : Scab (saisons 1 à 4)
- Alison Wandzura : Nicole
- Terry Chen (VF : Jean-Marco Montalto) : Brendan
- Keith Arbuthnot : Nikolai
- John DeSantis : Gustov
- Sarah Desjardins : Catherine
- Avery Konrad : Cynthia
- Tom Cavanagh : Micah
- Missy Peregrym : Scarlett Harker[5] (saisons 2 à 3)
- Andrea Ware : Lucky

Version française
- Société de doublage : AC5
- Direction artistique : Jay Walker
- Adaptation des dialogues : Benoit Berthezene, Anne-Sophie Derasse, Julie Costa, Claire Guillot, Philippe Girard

 Source et légende : version française (VF) sur RS Doublage

## Développement
En novembre 2015, Syfy commande une première saison de treize épisodes pour une série sur la descendante du chasseur de vampires Abraham Van Helsing de l'écrivain Bram Stoker, inspirée d'une série de comics de l'éditeur Zenescope Entertainment.
Le 14 octobre 2016, la chaine annonce le renouvellement de la série pour une deuxième saison prévue pour 2017.
En décembre 2017, la série a été renouvelée pour une troisième saison prévue pour 2018.
En décembre 2018, la série a été renouvelée pour une quatrième saison prévue pour 2019.
En décembre 2019, la série a été renouvelée pour une cinquième et dernière saison.

## Épisodes

### Première saison (2016)
1. Aidez-moi (Help Me)
2. Impression de déjà vu (Seen You)
3. Ne restez pas dehors (Stay Inside)
4. De retour (Coming Back)
5. Peur d'elle (Fear Her)
6. Rien n'a d'importance (Nothing Matters)
7. Pour moi (For Me)
8. Petite chose (Little Thing)
9. Un coup de main (Help Out)
10. Ne t'approche pas (Stay Away)
11. La Dernière Fois (Last Time)
12. Il arrive (He's Coming)
13. Ça commence (It Begins)

### Deuxième saison (2017)
Elle a été diffusée à partir du 5 octobre 2017.
1. Et ça recommence (Began Again)
2. Rédemption (In Redemption)
3. Morsure d’amour (Love Bites)
4. Chez nous (A Home)
5. Sauve toi (Save Yourself)
6. La vérité gagne (Veritas Vincit)
7. Tout change (Everything Changes)
8. Grosse Maman (Big Mama)
9. Le réveil (Wakey, Wakey)
10. Paire de bases (Base Pair)
11. Sois sincère (Be True)
12. Chutes tordues (Crooked Falls)
13. Les Journées Noires (Black Days)

### Troisième saison (2018)
Elle a été diffusée à partir du 5 octobre 2018.
1. titre français inconnu (Fresh Tendrils)
2. titre français inconnu (Super Unknown)
3. titre français inconnu (I Alive)
4. titre français inconnu (Rusty Cages)
5. titre français inconnu (Pretty Noose)
6. titre français inconnu (Like Suicide)
7. titre français inconnu (Hunted Down)
8. titre français inconnu (Crooked Steps)
9. titre français inconnu (Loud Love)
10. titre français inconnu (Outside World)
11. titre français inconnu (Been Away)
12. titre français inconnu (Christ Pose)
13. titre français inconnu (Birth Ritual)

### Quatrième saison (2019)
Elle est diffusée depuis le 27 septembre 2019 sur Syfy, et dans les pays francophones à partir du 8 février 2020 sur Netflix.
1. Un sombre destin (Dark Destiny)
2. Des liens ténébreux (Dark Ties)
3. Loveland (Love Less)
4. Promesses brisées (Broken Promises)
5. La Liberté ou la mort (Liberty or Death)
6. À travers les Badlands (Miles and Miles)
7. Métamorphose (Metamorphosis)
8. Les Trois Pages (The Prism)
9. Un travail d'équipe (No 'I' in Team)
10. Ensemble pour toujours (Together Forever)
11. Des excuses (All Apologies)
12. Le Piège (Three Pages)
13. La Guide (The Beholder)

### Cinquième saison (2021)
Cette dernière saison de treize épisodes est diffusée depuis le 16 avril 2021 sur Syfy.
1. Le Passé (Past Tense)
2. De vieilles amies (Old Friends)
3. Lumina intunecata (Lumina intunecata)
4. L'État de l'union (State of the Union)
5. La Chasse aux sœurs (Sisterhunt)
6. Carpe Noctis (Carpe Noctis)
7. Caveaux funéraires (Graveyard Smash)
8. Au fond du gouffre (Deep Trouble)
9. La Porte (The Doorway)
10. E Pluribus Unum (E Pluribus Unum)
11. Mère incognito (Undercover Mother)
12. Les Voix (The Voices)
13. Novissima Solis (Novissima Solis)